# Ardisia samarensis
Ardisia samarensis är en viveväxtart som beskrevs av Elmer Drew Merrill. Ardisia samarensis ingår i släktet Ardisia och familjen viveväxter. Inga underarter finns listade i Catalogue of Life.